# 府中市議会 (広島県)
府中市議会（ふちゅうしぎかい）は、広島県府中市に設置されている地方議会である。2024年12月19日、府中市議会 全員協議会を開き議員定数を1減の18とすることを決定、2025年春の府中市議会定例会に条例改正案を議員提案。

## 概要
- 定数：19人（欠員1[1]）
- 任期：2022年5月 - 2026年5月15日[3]
- 議長：本谷宏行（創生会）[4]（2024年5月16日[4] - ）
- 副議長：田辺稔（経政会）[4]（2024年5月16日[4] - ）
正副議長は2年交代を申し合わせている[5]。
- 府中市議会事務局：府中市役所本庁舎4階[6]

## 会派
2024年4月1日現在
- 創生会（6人）
- 市民クラブ（3人）
- 経政会（3人）※「新しい風」と無所属1人が合流し新会派設立。
- COMMONS未来（3人）※創生会3人が退会し新会派設立。
- 公明党（2人）
- 無所属（1人（日本共産党））

## 党派
- 公明党（2人）
- 日本共産党（1人）
- 無所属（15人）

## 委員会
2024年5月16日現在
- 常任委員会
  - 総務文教委員会（6人）
  - 厚生委員会（6人）
  - 建設産業委員会（6人）
- 議会運営委員会（7人）

## 議員報酬と諸手当
- 月額[8]
  - 議長：月額 477,000円
  - 副議長：月額 433,000円
  - 議員：月額 400,000円
- 期末手当：6月および12月[9]
- 政務活動費[10]
  - 交付対象：会派・無所属議員
  - 交付額（年額）：会派：所属議員数に24万円を乗じた額 / 無所属議員：24万円

## 議会だより
- FUCHU CITY 議会だより（発行：府中市議会議長 / 編集：府中市議会広報広聴特別委員会）年4回（2月・5月・8月・11月）発行 [11]

## 議員定数
| 投開票日                        | 定数 | 立候補者 |
| ------------------------------- | ---- | -------- |
| 2006年4月23日                   | 24   | 27       |
| 2010年4月25日                   | 22   | 27       |
| 2014年4月20日                   | 20   | 24       |
| 2018年4月15日告示 2018年4月22日 | 20   | 20       |
| 2022年4月24日                   | 19   | 21       |

## 歴代議長
- 初代 森信 岩（1954年5月29日 - 1958年5月15日）
- 第2代 藤岡雄一（1958年5月20日 - 1960年5月15日）
- 第3代 桒田岩爾（1960年5月17日 - 1966年5月15日）
- 第4代 有田津知（1966年5月16日 - 1968年11月4日）
- 第5代 山本寛太郎（1968年11月4日 - 1970年5月15日）
- 第6代 小川京一（1970年5月20日 - 1974年5月15日）
- 第7代 有田津知（1974年5月16日 - 1977年3月18日）
- 第8代 杉原常一（1977年4月14日 - 1978年5月15日）
- 第9代 小林隆三（1978年5月17日 - 1979年6月19日）
- 第10代 門田 馨（1979年6月19日 - 1982年5月15日）
- 第11代 橘高泰司[12]（1982年5月21日 - 1984年5月21日）
- 第12代 岡田好松（1984年5月21日 - 1986年5月15日）
- 第13代 田頭 知（1986年5月19日 - 1988年5月17日）
- 第14代 小林隆三（1988年5月17日 - 1990年5月15日）
- 第15代 大原一人（1990年5月18日 - 1994年5月15日）
- 第16代 武田 稔（市政クラブ）（1994年5月17日 - 1996年5月13日）
- 第17代 伊藤正道[13]（政友会）（1996年5月 - 1998年5月）
- 第18代 神田治登（1998年5月 - 2002年5月）※2000年5月再選
- 第19代 平田八九郎[14]（平成クラブ）（2002年5月 - 2004年5月）
- 第20代 山本廣文[15]（平成クラブ）（2004年5月 - 2006年5月）
- 第21代 戸成義則（平成クラブ）（2006年5月 - 2008年5月）
- 第22代 瀬川恭志（平成クラブ）（2008年5月 - 2010年5月）
- 第23代 小野申人（平成クラブ）（2010年5月 - 2012年5月）
- 第24代 平田八九郎（平成クラブ）（2012年5月 - 2014年5月）
- 第25代 小野申人（平成クラブ→創生会）（2014年5月 - 2016年5月）
- 第26代 丸山茂美（創生会）（2016年5月 - 2018年5月）
- 第27代 加藤吉秀（創生会）（2018年5月 - 2020年5月）
- 第28代 棗田澄子（創生会）（2020年5月 - 2022年5月）※府中市議会初の女性議員、初の女性議長。
- 第29代 加藤吉秀（創生会→COMMONS未来）（2022年5月 - 5月16日）
- 第30代 本谷宏行（創生会）（2024年5月16日 - ）現職

## 沿革
- 1954年3月、芦品郡の1町5村（府中町、岩谷村・栗生村・国府村・下川辺村・広谷村）が合併し市制施行、府中市となる。5月、初の府中市議会が第二中学校講堂（元町）で開かれた。
- 1956年2月、府中市役所庁舎が元町に完成[16]。
- 1964年8月、府中市議会で暴力追放都市を宣言した。
- 1974年2月、府川町に現在の府中市役所庁舎が完成。
- 1994年、棗田澄子が当選し、府中市議会初の女性議員となる。
- 2012年9月、YouTube公式チャンネル開設（配信は2013年6月議会以降）。
- 2018年4月15日告示、府中市制施行以来初の府中市市議会選無投票となった[17]。少なくとも1973年以降、広島県内の市議選で初の事態となった[18]。
- 2020年5月、棗田澄子（創生会）が議長となり、府中市議会初の女性議長となる。
- 2022年12月20日、加納孝彦副議長（創生会）は副議長辞任、市議辞職し、いこーれふちゅう（府中天満屋2階）で緊急記者会見を開いて広島県議会選挙立候補表明した[1]。2023年4月9日、加納孝彦は山口康治（現職、元・市議（元・創生会））と一騎打ちした広島県議選に841差で当選し県議に転身した。
- 2022年12月21日、会派「創生会」を退会し無所属になっていた2人が会派「新しい風」を結成し議長に届け出た[19]。
- 2024年4月、会派「創生会」を退会した3人が新会派「COMMONS未来」を新設。会派「新しい風」と無所属1人が合流し新会派「経政会」となった。
- 2025年3月議会で定数減1を可決した。

## 出身者
- 戸成義則（第21代議長）第8代府中市長
- 小野申人（第23代・第25代議長）第9代府中市長
- 加納孝彦（元・副議長）広島県議会議員